# Langenæs Sogn
Langenæs Sogn er et sogn i Århus Domprovsti (Århus Stift).
Da Langenæs Kirke blev indviet i 1966, blev Langenæs Sogn udskilt fra Sankt Lukas Sogn (Aarhus Kommune), der lå i Aarhus købstad, som geografisk hørte til Hasle Herred i Aarhus Amt. Ved kommunalreformen i 1970 blev Aarhus købstad kernen i Aarhus Kommune.
I Langenæs Sogn findes følgende autoriserede stednavne:
- Langenæs (bebyggelse)